# La Mort de Dante Lazarescu
Pour plus de détails, voir Fiche technique et Distribution.
La Mort de Dante Lazarescu (Moartea domnului Lăzărescu) est un film roumain réalisé par Cristi Puiu, sorti en 2005.

## Synopsis
Monsieur Lazarescu, 63 ans, vit dans un appartement avec ses trois chats. Un samedi soir, ce dernier ne se sent pas bien. Jusqu'à l'arrivée de l'ambulance, il essaye d'apaiser son mal avec les médicaments qu'il a sous la main mais, n'ayant plus de pilules, il appelle ses voisins à l'aide.
Sandu et Miki, ses voisins interrompus dans leur activité domestique, se portent à son secours. Ce qui semblait être un mal de tête, causé par l'abus d'alcool, s'avère être une infection plus sérieuse quand M. Lazarescu vomit du sang.
Finalement, l'assistante médicale de l'ambulance arrive. Sentant l'haleine alcoolisée du patient, elle lui administre des vitamines et du glucose mais, après une investigation plus sérieuse, elle décide de l'emmener à l'hôpital suspectant une tumeur au côlon.
À l'hôpital, les choses se compliquent…

## Fiche technique
- Titre : La Mort de Dante Lazarescu
- Titre original : Moartea domnului Lăzărescu
- Réalisation : Cristi Puiu
- Scénario : Cristi Puiu et Răzvan Rădulescu
- Production : Alexandru Munteanu
- Musique : Andreea Paduraru
- Photographie : Andrei Butica et Oleg Mutu
- Montage : Dana Bunescu
- Décors : Cristina Barbu
- Pays d'origine :  Roumanie
- Format : Couleurs - 1,85:1 - Stéréo - 35 mm
- Genre : Drame
- Durée : 153 minutes
- Dates de sortie : 17 mai 2005 (festival de Cannes), 22 septembre 2005 (Roumanie), 11 janvier 2006 (France)

## Distribution
- Ioan Fiscuteanu : Lăzărescu Dante Remus
- Luminița Gheorghiu : Mioara
- Doru Ana : Sandru
- Dana Dogaru : Miky
- Șerban Pavlu : Gelu
- Gabriel Spahiu (en) : Leo
- Florin Zamfirescu : Dr. Ardelean
- Bogdan Dumitrache : Médecin à l’hôpital Sfântul Spiridon
- Dragos Bucur : Misu
- Dan Chiriac : Médecin de triage à l'hôpital universitaire
- Monica Barladeanu : Mariana
- Mirela Cioaba : Marioara
- Alexandru Fifea : Virgil

## Autour du film
- Le tournage s'est déroulé à Bucarest, en Roumanie.
- Le film a concouru en sélection officielle lors du Festival de Cannes 2005 sous le titre La Mort de Monsieur Lazarescu.
- La Mort de Dante Lazarescu est le premier d'une série de six longs métrages que doit réaliser Cristi Puiu sur les faubourgs de Bucarest.

## Distinctions

### Récompenses
- Prix Un certain regard lors du Festival de Cannes 2005.
- Prix spécial du jury lors du Festival international du film de Chicago 2005.

### Nominations
- Nomination au prix du meilleur réalisateur et meilleur scénario, lors des Prix du cinéma européen 2005.
- Nomination au prix du meilleur film étranger, lors des Film Independent's Spirit Awards 2006.